# Dien Bien
Dien Bien (wiet. Điện Biên, wymowaⓘ) – prowincja Wietnamu, znajdująca się w północno-zachodniej części kraju, w Regionie Północno-Zachodnim. Na zachodzie prowincja graniczy z Laosem, na północy z Chińską Republiką Ludową, od północnego wschodu z prowincją Lai Châu, a od południowego wschodu z prowincją Sơn La.

## Podział administracyjny
W skład prowincji Dien Bien wchodzi 10 dystryktów na poziomie powiatu:
- 1 miasto prowincjonalne:
  - Dien Bien Phu (stolica)

- 8 dystryktów:
  - Dien Bien
  - Điện Biên Đông
  - Mường Chà (nazywany wcześniej Mường Lay)
  - Mường Nhé
  - Tủa Chùa
  - Tuần Giáo
  - Nậm Pồ (utworzony w 2012 roku)
  - Mường Ảng (utworzony w 2006 roku)
- 1 dystrykt na poziomie miasta
  - Mường Lay (nazywany wcześniej Lai Châu)

Dalej są one podzielone na: pięć gmin na poziomie miasta, 116 gmin i dziewięć obwodów.